# Мраморе
Мраморе (на сръбски: Мраморје) или Багруша (на сръбски: Багруша) е средновековен некропол, разположен в Перучац, Сърбия, един от най-добре запазените некрополи в региона. Некрополът е построен през XIV век и се простира между река Дрина и главния път, който следва нейното течение. Обектът е защитен като паметник на културата от изключително значение на Република Сърбия, но въпреки това е застрашен от река Дрина от една страна и продължаващото разширяване на град Перучац от друга. През 2016 г. стечките са вписани в списъка на световното наследство на ЮНЕСКО, като три от тях се намират в Сърбия и единият обект е Мраморе.

## Некропол
Некрополът, включващ около 200 надгробни плочи от здрав варовик, е създаден през XIV век. Най-големите открити екземпляри от надгробни паметници в некропола достигат дължина до 2 m и ширина и височина от почти 1 m. По-ранни източници свидетелстват за 122 паметника, докато според последните данни те са 93, включително 46 панела и 17 саркофага. С течение на времето някои от надгробните плочи са преместени, други са потънали в земята, а няколко са прехвърлени в музеи (две надгробни плочи без украса са в колекцията на Етнографския музей в Белград, а една е в Националния музей в Ужице).
Надгробните плочи в некропола са подредени в правилни редове и също имат тенденция да имат ориентация изток-запад. На надгробните плочи не могат да бъдат прочетени надписи, но редица от тях са фино обработени, много малко от тях са украсени и има няколко записани мотива (включително кръгове, луна и дизайни на меч и щит).